# Δ13C
δ13C bzw. Delta-C-13 ist in der Geochemie, Paläoklimatologie und Paläozeanographie ein Maß für das  Isotopenverhältnis der stabilen Kohlenstoff-Isotope 13C und  12C in Bezug auf einen Standard. Es ist definiert als:
{\displaystyle \delta ^{13}\mathrm {C} ={\Biggl (}{\frac {{\bigl (}{\frac {^{13}\mathrm {C} }{^{12}\mathrm {C} }}{\bigr )}_{\text{Probe}}}{{\bigl (}{\frac {^{13}\mathrm {C} }{^{12}\mathrm {C} }}{\bigr )}_{\text{Standard}}}}-1{\Biggr )}\cdot 1000\ ^{o}\!/\!_{oo}}
Der Standard, also die Vergleichsprobe, ist in der Regel Pee Dee Belemnite, abgekürzt PDB bzw. VPDB. Damit stellt man sicher, dass geringste Verhältnisunterschiede richtig gemessen und anschaulicher dargestellt werden. Massenspektrometer können anhand der Messung des relativen Unterschieds zwischen den Isotopenverhältnissen genauer messen als wenn dieses Verhältnis selbst zum Vergleich herangezogen werden müsste. Es handelt sich um Unterschiede im Promille-Bereich, deren unabhängige Messung zu ungenau wäre, um sie vergleichen oder reproduzieren zu können.
Der δ13C-Wert verändert sich im Laufe der Zeit in Abhängigkeit von der Primärproduktion (Bindung des CO2 beim Wachstum der Pflanzen), der Ablagerung organischen Kohlenstoffs und dem Vegetationstyp. Hintergrund ist die Tatsache, dass bei der Photosynthese das Isotop 12C etwas bevorzugt wird. Pflanzenmaterial hat einen δ13C-Wert von etwa −25 ‰.
Die Bestimmung des δ13C-Wertes ist eines von mehreren Verfahren der Isotopenuntersuchung organischer Materialien, um ihre Herkunft und ihr Alter zu bestimmen. Auch die δ13C-Werte der Atmosphäre schwanken saisonal und ändern sich in historischen und erdgeschichtlichen Zeiträumen durch die anthropogenen Aktivitäten und die Vegetation.
Bereits in 3,5 Milliarden Jahre altem Gestein ist eine Verschiebung des δ13C-Verhältnisses nachweisbar, was als Indiz dafür betrachtet wird, dass bereits seit dieser Zeit einzelliges Leben auf der Erde existiert.
Methan hat eine stark abgereicherte δ13C-Signatur: Bei biogenem Methan (Methan aus anaerober bakterieller Zersetzung organischen Materials, z. B. Methan aus Sümpfen) ist dies −60 ‰, bei thermogenem Methan (abiotische, thermische Zersetzung organischen Materials in großer Tiefe) beträgt der Wert −40 ‰.
Die Freisetzung großer Mengen von Methanhydraten wirkt sich auf die globale δ13C-Signatur aus; dies war beim Paläozän/Eozän-Temperaturmaximum beobachtbar.
Die δ13C-Signatur kann auch dazu verwendet werden, die Konzentration von Kohlenstoffdioxid in der Erdatmosphäre vergangener Zeiten zu rekonstruieren. Dies ist besonders für Proben relevant, die älter als die ältesten verfügbaren Eisbohrkerne sind, also älter als 800.000 Jahre.